# Uggwag ibn Zalwi
Uggwag ibn Zal·lu o, arabitzat, Wajjaj ibn Zalwí al-Lamtí —àrab: وجاج بن زلو اللمطي, Wajjāj b. Zallū al-Lamṭī— fou un alfaquí maliquita que va fundar una dar o casa d'estudi i pietat al Sus del Marroc, coneguda com a Dar al-murabitun, de la qual va sortir el fundador de la moviment almoràvit.
El cap dels gudala Yahya ibn Ibrahim va enviar en peregrinació a la Meca a un jurista o mestre religiós, Jàwhar ibn Sakkun (ho diuen Ibn al-Athir i al-Bakrí, tot i que generalment les cròniques fan viatjar al mateix Yahya) amb dos altres col·legues (Ayyar i Intakku). Al seu retorn a Ifríqiya Jàwhar va trobar a Kairuan el jurista maliquita Abu-Imran al-Fassí, a qui va demanar islamitzar el seu poble; al-Fassí li va recomanar una visita a un altre religiós, de nom Uggwag ibn Zalwi, establert en un ribat anomenat Dar al-murabitun, a la regió del Sus, a Aglu. Jàwhar volia ensenyar el maliquisme el millor possible i no ho va dubtar. Uggwag el va rebre i després el va enviar al Sàhara acompanyat pel seu principal deixeble, Abd-Al·lah ibn Yassín al-Ghazulí, que havia estudiat set anys a Còrdova, i que havia de difondre l'islam maliquita entre els gudales. Jàwhar i Ibn Yassín van residir un temps entre els gudala. Abd-Al·lah va fer amistat amb alguns caps dels lamtunes, parents dels gudales, encara que sovint en conflicte, que tenien el seu centre més al sud, a l'Adrar Tmar (Mauritània) i al Tagant. Ibn Yassín era un maliquita estricte i va fundar un ribat on va imposar la seva norma; allí feia complir la xaria de manera estricta i fins i tot, en una fàtua, va autoritzar la mort de Jàwhar ibn Sakkun, que fins aleshores l'havia acompanyat. La disciplina dels que entraven al ribat era estricte. Algunes vegades va necessitar fer consultes al seu mestre Uggwag. Mentre Ibn Yassín tenia una ideologia expansionista i militarista, Uggwag havia fundat el seu dar per a la pietat i l'estudi.